# New・sな時間
『New・sな時間』（ニュースなじかん）は、2007年4月2日から2012年3月30日まで新潟放送（BSNラジオ）で毎週月曜から金曜16:00 - 18:00に放送されていたラジオ番組。
帯番組であった頃の『石塚かおりのゆうわく伝説』に替わってスタートした平日夕方のワイド番組。放送開始から2008年3月まではメディアステーションbananaサテライトスタジオからの、同年4月からは新潟放送本社スタジオからの生放送を実施していた。
番組は、2012年春の改編とともに終了。替わって、平日午後に放送されていた『ゴゴラク!』と本番組の両方の要素を引き継いだ後継番組『ゆうWAVE』がスタートした。

## パーソナリティ
括弧内の肩書きは、番組出演当時のものを記載。
- 小尾浩子（BSNパーソナリティ） - 担当：月曜 - 木曜
- 星野一弘（BSNアナウンサー） - 担当：金曜
- 船尾佳代（フリーアナウンサー） - 担当：金曜

## コーナー

### 16時台
- ニュースセレクト - 放送当日の主な全国ニュースと新潟県内のニュースをまとめて伝えていた。
- オレンジウェーブ - アルビレックス新潟関連の情報など、サッカーを中心とした地元スポーツの話題を取り上げていた。ポッドキャスト対応[2]。
- 川中美幸 人・うた・心（制作：文化放送）
- BOOKな時間（月曜） - ジュンク堂書店新潟店と電話で繋ぐ。
- アサヒビールプレゼンツ「夜をたずねて3000軒」（水曜）
- 教えてキョーサイ佐久間さん（木曜、提供：新潟県民共済）
- ニュースヘッドライン

### 17時台
- ニュースパレード - 文化放送制作版のネット受けではなく、自社制作コーナーとして放送。CMのみ文化放送のものをネット受け。
- メキキの聞き耳（制作：TBSラジオ）
- JRN系全国ネットのコーナー
  - ネットワークトゥデイ
  - ネットワーク・フラッシュ
  - “ほっと”インフォメーション
- 新潟つり情報（金曜）
- 拝啓運転手の皆さん